# مشروع الجليس
مشروع الجليس أو الجليس مشروع غير ربحي أطلقته شركة إنجاز العالمية للنشر والتوزيع وبإدارة مجموعة من الشباب الكويتي، أهداف المشروع تركز على الثقافة تحديداً ومحاولة إحيائها عن طريق تشجيع الشباب على الكتابة والقراءة من خلال أدوات عملية فاعلة ويهدف أيضاً في تكوين جيل مثقف يحب القراءة ويرى أهميتها. ويؤمن أن مسؤولية إحياء الثقافة ليست مقتصرة فقط على مؤسسات الدولة ولكن للشباب دوراً أساسياً في إحياء الثقافة لدى الشباب. يستقطب المشروع فئة الشباب بالتحديد ويركز عليها، تم اختيار شعاره في الموسم الثاني له وايد نحب القراءة - بالهجة كويتية - أخذ من الشباب عند عمل احصاء واستبيان في الأسواق و‌الجامعات في الموسم الأول فكانت هي الإجابة الأكثر تكراراً منهم.
لدى مشروع الجليس قرابة الـ 75 نادياً أي 1000 عضو منتسب إليه، حيث أن كل نادي يحتوي على مجموعة من خمسة إلى عشرة أشخاص يتفقون على قراءة مجال معين من أدب أو تنمية بشرية أو شعر أو روايات أو غيره، ثم يجتمعون لمناقشة الكتاب في لقاء اسبوعي أو مرتين في الشهر حصيلته أربع ساعات. كما يصنف بأنه مشروع خلاق وجديد حيث لا يوجد مشروع مماثل له في الوطن العربي وفي العالم.

## النشأة

### الأسباب
جاء إنشاء المشروع كرد لحاجة عند شريحة كبيرة من المجتمع الكويتي ممن يحبون القراءة و‌الكتابة ويرغبون في مشروع تنموي يحتضنهم ويتبنى أعمالهم الفكرية، وعلى هذا فالمشروع الجليس هدفان الأول هو التشجيع على القراءة، والهدف الثاني هو التشجيع على الكتابة. ففي الهدف الأول استخدم المشروع أداة فاعلة وهي نوادي القراءة وهي تستقطب محبي القراءة في الكويت وأما الهدف الثاني وهو التشجيع على الكتابة فاستخدم المشروع فيه أداة مسابقة الجليس الأولى لأفضل مقال وهي سهلة وميسرة للكثير من الشباب. كما احتوت أنشطة مشروع الجليس على زيارات في كليات جامعة الكويت، وجامعة الخليج، والجامعة الأميركية وأيضاً تنظيم دورتين تدريبيتين في التمتع بالقراءة وفن كتابة المقال، كما كانت تأخذ لقاءات نوادي القراءة للموسم الأول من مكتبة البابطين و‌قهوة كاريبو مقرأ وتجمعاً لها.

### التسمية
كلمة الجليس جاءت من بيت مشهور للمتنبي الذي قال فيه: وأعز مكان في الدنا سرج سابح وخير جليس في الزمان كتاب. فالجليس هو الكتاب وهو المشترك ما بين القراء الذين يقرؤون الكتاب وما بين الكتّاب الذي يكتبون الكتاب وكلمة جليس أي صاحب وهذا ما ينبغي أن يشعر به القرّاء والكتّاب بأن الكتاب هو صاحب قريب.

### الهدف
هدف المشروع تنمية الثقافة بين الشباب عن طريق القراءة والكتابة لإحداث حركة ثقافية نشطة، على مستوى الكويت و‌العالم العربي، والتشجيع على القراءة والكتابة بكل أشكالها، لتنتج جيلاً مثقفاً يحب القراءة والكتابة، ويرى أهميتها في حياته الشخصية وأثرها في تنمية مجتمعه ككل.

## أندية القراءة
تعتبر أندية القراءة في مشروع الجليس عن مجاميع قراءة من الشباب من 5 إلى 10 أشخاص يجتمعون بصفة دورية في مكان ليتناقشوا حول ما قد تمت قراءته من الكتب التي اختاروها، الهدف منها خلق مكان وبيئة لمحبين القراءة، من أندية القراءة على سبيل المثال نادي حياة، نادي كتابي، نادي 180 درجة، نادي litterature، نادي المرصّع. تهدف إلى تكوين العلاقات الاجتماعية مع ذوي الاهتمام الواحد، مكان لتحفيزك على القراءة ومناقشة الأفكار، تعلم مهارة المناقشة وإدارة الحوار، معرفة آراء ومعلومات وأفكار أخرى حول الكتاب.

## أندية الكتابة
وهي نوادي من الكتّاب الشباب يجتمعون بصفة دورية في مكان عام ليتناقشوا حول مقالة أو مدونة أو كتاب كتبوه لتنمية مهارة الكتابة لديهم ولتشجيع بعضهم على الاستمرار في الكتابة ومعرفة أهميتها وفنونها.

### نوادي كتّاب المقالات
وتكون المقالات أما باللغة العربية أو الإنجليزية وعلى جميع التخصصات الموجودة سواء كانت اقتصادية أو اجتماعية أو سياسية وكل عضو يختار مقالة أعجبته أو مقالة كتبها ويقرأها على الحضور ويتناقشوا فيما أعجبهم ولهم يعجبهم في المقالة.

### نوادي كتّاب المدونات
وفي هذه النوادي يجتمع الأعضاء لمناقشة آخر مواضيع المدونات وكل شخص يحضر موضوع أعجبه للمناقشة وأيضاً يتشاركون آخر الطرق الجديدة لزياردة فاعلية المدونة.

### نوادي كتّاب الكتب
وفي هذه المجموعة يشجع الإعضاء بعضهم على الإستمرار في الكتابة وتبادل النصائح والأفكار التي تعينهم على كتابة الكتاب ويختار كل شخص موضوع يبدأ في كتابته أو تشارك المجموعة في كتاب مشترك.

## دورات الجليس
من منطلق إيمان مشروع الجليس بأهمية تطوير جوانب الكتابة والقراءة، حرص المشروع على تقديم دورات تدريبية يلقيها دكاترة ومختصين بجوانب القراءة والكتابة.

### دورة التمتع بالقراءة
محتويات الدورة: اكتساب مهارة القراءة السريعة، معرفة أنواع القراءة وفنون كل نوع، اكتساب التهيئة النفسية للقراءة، معرفة أهمية القراءة.

### دورة الكتابة العربية الصحيحة من الألف إلى الياء
الخروج بكتابة صحيحة ودقيقة، والتمكن من تصحيح النصوص ومعرفة مايقع فيها من أخطاء كتابية بسهولة، وتحسين الأداء الكتابي بصورة كبيرة، مثل: قواعد كتابة الهمزة في اللغة العربية، التاء المفتوحة والتاء المربوطة والهاء، هل يختلف النطق عن الكتابة في العربية؟ الإخطاء الشائعة في الكتابة الحديثة.

### دورة كيف تؤلف كتاباً
دورة مكثفة عن كيفية تأليف القصص والروايات والتي ستتناول جميع تقنيات الكتابة وأسرارها بجميع أنواعها (أدب، خيال علمي، أدب الرعب، الأدب البوليسي، أدب دراما، والقصة القصيرة... ألخ)

### دورة فن المقال الصحفي
محتويات الدورة: المقال الصحفي : تعريفه وتاريخه وأنواعه، السمات الفنية للمقالة الناجحة، البنية الصحيحة للمقال الصحفي، أبرز عيوب المقال الصحفي ومعوقات كتابته، مقومات كتابة المقال وطرق صياغته.

## العرض والتكريم السنوي
معرض الجليس للكتاب الذي يعقد نهاية كل موسم، هو مكان يلتقي فيه الكتّاب الشباب مع القراء ويعرض فيه الكتاب الشباب كتبهم وأعمالهم الفكرية والأدبية وهو عبارة عن مجموعة من حفلات التوقيع للكتّاب الشباب بالإضافة إلى تواجد نوادي القراءة والكتابة ليعرضوا انجازاتهم خلال الموسم، يعقد حفل التكريم نهاية فعاليات الجليس لكل عام وتعرض فيه أهم الإنجازات التي تحققت خلال السنة ويتم فيها تكريم الرعاة والمساهمين في مشروع الجليس.

## منتدى آفاق
كما انشأ منتدى آفاق الثقافي والاجتماعي خمسة أندية للقراءة والكتابة بالتعاون مع مشروع الجليس للقراءة والكتابة على هامش استضافته رئيس الأندية في المشروع سليمان العبد الهادي.

## مقالات ذات علاقة
- كتاب القراءة الذكية من تأليف الدكتور ساجد العبدلي.